# اس-۶ کایوت ۲
اس-۶ کایوت ۲ (به انگلیسی: Rans_S-6_Coyote_II) یک هواگرد از نوع هواپیمای دست‌ساز و هواگرد ورزشی سبک ساخت شرکت Rans Inc است. هواگرد اس-۶ کایوت ۲ نخستین پروازش را در ۱۹۸۸ میلادی انجام داد. در مجموع، تعداد ۲۱۰0 (2011) فروند از این هواگرد ساخته شده‌است.
طراح این هواگرد، Randy Schlitter بود.